# Laccopterum
Laccopterum is een geslacht van kevers uit de familie van de loopkevers (Carabidae). De wetenschappelijke naam van het geslacht is voor het eerst geldig gepubliceerd in 1887 door MacLeay.

## Soorten
Het geslacht Laccopterum omvat de volgende soorten:
- Laccopterum cyaneum (Fabricius, 1775)
- Laccopterum darwiniense (Macleay, 1878)
- Laccopterum deauratum (Macleay, 1864)
- Laccopterum doddi (Sloane, 1916)
- Laccopterum foveigerum (Chaudoir, 1868)
- Laccopterum foveipenne (Macleay, 1873)
- Laccopterum foveolatum (Macleay, 1864)
- Laccopterum gemmatum (Westwood, 1842)
- Laccopterum humerale Sloane, 1900
- Laccopterum lacunosum Macleay, 1887
- Laccopterum loculosum (Newman, 1842)
- Laccopterum macleayi Sloane, 1897
- Laccopterum multiimpressum (Castelnau, 1867)
- Laccopterum quadriseriatum (Sloane, 1907)
- Laccopterum salebrosum (Macleay, 1871)
- Laccopterum spencei Westwood, 1841